# Thermozodium esakii
Thermozodium esakii is een beerdiertje dat mogelijk leefde in warmwaterbronnen in Japan, maar is waarschijnlijk uitgestorven of heeft nooit bestaan.

## Indeling en naamgeving
Thermozodium esakii behoort tot het geslacht Thermozodium en de familie Thermozodiidae. Het is de enige (monotypische) soort uit zowel het geslacht als de familie en het is tevens de enige vertegenwoordiger die werd toegeschreven aan de klasse Mesotardigrada.
De wetenschappelijke naam van de soort werd voor het eerst in 1937 gepubliceerd door Gilbert Rahm. De soortaanduiding esakii is een eerbetoon aan een zekere dr. Esaki van de Universiteit van Kyushu in Fukuoka.

## Kenmerken en levenswijze
Thermozodium esakii heeft volgens de gedetailleerde beschrijving zes klauwtjes aan het uiteinde van iedere poot, die ongeveer gelijk van vorm zijn. Het beerdiertje leefde waarschijnlijk van algen in het water van zwavelhoudende bronnen. De watertemperatuur van deze bronnen zou rond de veertig graden Celsius liggen, wat het beerdiertje een extremofiel maakt. Thermozodium esakii heeft zowel kenmerken van leden van de orde Eutardigrada als de Heterotardigrada, en werd daarom gezien als een tussenvorm waaraan later een eigen klasse werd toegekend: Mesotardigrada (meso- betekent 'tussen').

## Ontdekkingsgeschiedenis
De Duitse benedictijn en zoöloog Gilbert Rahm ontdekte het beerdiertje in zwavelrijke warmwaterbronnen nabij de Japanse stad Nagasaki waarna hij het beschreef en tekende. Door aardbevingen werd de habitat echter vernietigd en het beerdiertje is nadien niet meer gezien. De soort wordt hierdoor beschouwd als uitgestorven.
Later kwamen er echter twijfels over het verhaal van Rahm. Zo zou, op basis van seismologische gegevens, de habitat nooit verwoest kunnen zijn door aardbevingen. Volgens sommige biologen heeft Rahm het beerdiertje niet goed genoeg bestudeerd om een gedetailleerde tekening te kunnen maken. Er wordt zelfs geopperd dat de beschrijving van dit beerdiertje een hoax is geweest van Rahm om zijn eigen status te verhogen. Tenslotte ontbreekt ook een geprepareerd exemplaar (holotype) van de soort. Hierdoor zou Thermozodium esakii volgens sommigen, evenals het geslacht Thermozodium, de familie Thermozodiidae, de orde Thermozodia en de klasse Mesotardigrada, als een nomen nudum moeten worden beschouwd. Dit komt er op neer dat zij niet langer als zodanig worden erkend, of zelfs nooit hebben bestaan.